# Magdalena de Kino
Magdalena de Kino est une ville située au nord de l'État de Sonora, dans la partie septentrionale du Mexique, à 80 km de la frontière des États-Unis. Couvrant approximativement 1 460 kilomètres carrés, elle est le chef-lieu de la municipalité de Magdalena (en) et la deuxième ville à obtenir le titre de Pueblo Mágico (Ville magique).
D’après le recensement de 2019 la municipalité (plus large que la ville) compte 33 049 habitants. Les quartiers principaux sont San Ignaci, San Isidro, El Tacicuri, et El Sasabe.

## Histoire
L’agglomération est née d’un poste missionnaire fondé en 1687 par Eusebio Kino pour les peuples Papagos et Pimas, et baptisé Santa Maria Magdalena. Elle ne cesse de croître et devient municipalité au XVIIe siècle. Elle connaît deux graves massacres, en 1757 et 1776. En 1923 Santa Maria Magdalena obtient le statut de ville. En 1966 elle adopte le nom de son fondateur, le missionnaire et explorateur italien Eusebio Francesco Chini (connu comme Eusebio Kino), et s’appelle désormais Magdalena de Kino.

## Économie
L’agriculture est l’activité économique principale des habitants. Dans une région plutôt sèche, 85 % des terres arables sont irriguées. Ce qui donne de bonnes récoltes de blé, maïs, sorgo et produits maraîchers. L’élevage de bétail est également une importante source de revenus. Agriculture comme élevage furent introduits dans la région par Eusebio Kino.
L’industrie emploie quelque 2 000 personnes, principalement dans des entreprises de transformation pour l’exportation (les États-Unis n’étant pas loin).
Avec 6 hôtels et autant de bars ou restaurants, le tourisme a une place modeste dans la vie économique de la ville.

## Sanctuaire de Kino

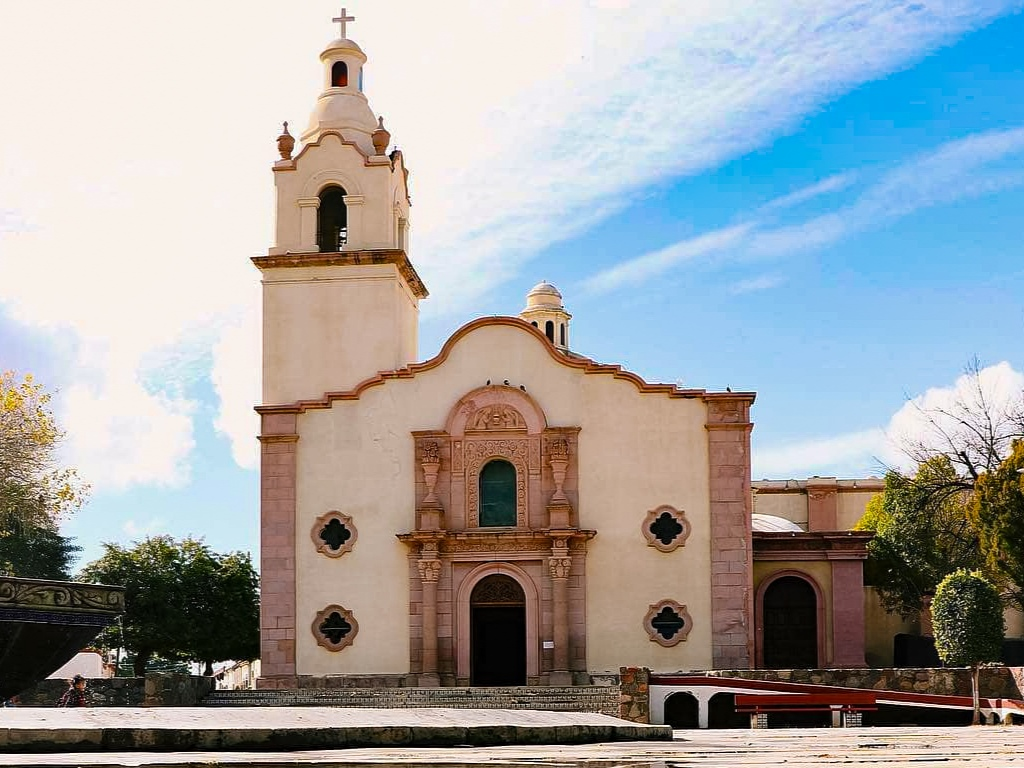
L'église de Santa Maria Magdalena.

Autour de la large Place Père Kino se trouvent l'église de Santa Maria Magdalena et le monument-crypte consacré à Eusebio Kino, où reposent les restes du célèbre explorateur et figure historique de la région. La crypte fut construite en 1966 après que les restes du missionnaire, mort en 1711, furent découverts et identifiés.
Dans un petit musée Père Kino sont exposés divers objets de la culture indigène régionale : armes, habits, etc.